# 17803 Баріш
17803 Баріш (17803 Barish) — астероїд головного поясу, відкритий 20 березня 1998 року.
Тіссеранів параметр щодо Юпітера — 3,458.